# Vikentij Veresajev
Vikentij Vikentievitj Veresajev (ryska: Викентий Викентьевич Вересаев, egentligt släktnamn Smidovitj, Смидович), född 16 januari (gamla stilen: 4 januari) 1867 i Tula, Kejsardömet Ryssland, död 3 juni 1945 i Moskva, Sovjetunionen, var en rysk författare. 
Veresajev studerade medicin vid Dorpats universitet, Guvernementet Livland, Kejsardömet Ryssland, (nuvarande Tartu),  och deltog som läkare i japanska fälttåget, varifrån han fick stoff till intressanta iakttagelser, som sedan utgavs i bokform (svensk översättning "I kriget", 1908). Sina erfarenheter som läkare på den ryska landsbygden samlade han i Zapiski vratja (1902; "En läkares anteckningar", samma år). 
Sin skönlitterära debut gjorde Veresajev 1893 med den psykologiska berättelsen Bez dorogi (Utan väg), som tecknar den intelligenta samhällstypen vid århundradets slut, mer optimistiskt och positivt än hos Ivan Turgenjev, vilken han för övrigt liknar i sin känsliga konstnärliga realism. Hans samlade berättelser utkom 1909. Veresajevs kritiska studier över Fjodor Dostojevskij och Lev Tolstoj utgavs 1911 under titeln Zjìvaja zjizn (Levande liv). På svenska finns novellsamlingen "Spindelväf" (översatt av Ellen Weer, 1905).